# Gordon Cotler
Pour les articles homonymes, voir Cotler.
Gordon Cotler, né le 4 juin 1923 dans le Bronx à New York et mort le 20 décembre 2012 à New York, est un scénariste et un écrivain américain de roman policier.

## Biographie
Il naît dans l'arrondissement (en anglais : borough) populaire du Bronx.
Ancien journaliste au New Yorker de 1948 à 1954, il devient scénariste et travaille pour la télévision, la radio et le cinéma. En 1973, il adapte The Bait de Dorothy Uhnak pour un téléfilm homonyme réalisé par Leonard Horn et signe des scripts pour plusieurs séries télévisées américaines, dont trois épisodes de McMillan (1973-1977), deux de Lanigan's Rabbi (1976-1977) et un pour Rosetti and Ryan (en) (1977).
Entre 1959 et 1967, il publie également trois romans policiers. L'un, intitulé The Cipher, est traduit en France sous le titre Derrière la grille, puis rebaptisé Fallait pas jouer au cave, avant de revenir au premier titre. Ce roman a d'abord été publié sous le pseudonyme d'Alex Gordon avant d'être réédité sous le patronyme de l'auteur. En 1966, à partir de cette œuvre, Stanley Donen réalise le film Arabesque, avec Sophia Loren et Gregory Peck. Gordon Cotler ne revient au roman policier que vingt-cinq ans plus tard avec Shooting Script (1992), suivi en 1996 de Prime Candidate, un thriller se déroulant dans le milieu de la politique.
À partir de 2001, il signe pour le Ellery Queen's Mystery Magazine une série de nouvelles ayant pour héros le lieutenant détective Bernie Farber.

## Œuvre

### Romans
- The Bottlepop Affair (1959)
- The Cipher (1961) Publié en français sous le titre Derrière la grille, 1re édition Panique, no 15, sous le pseudonyme d'Alex Gordon, 1963 ; réédition La Cible, no 4 sous le titre Fallait pas jouer au cave, sous le nom de Gordon Cotler, 1963 ; réédition sous le titre Derrière la grille, Gallimard, Série noire, no 1576, 1973, traduction d'Irène Dailly.
- Mission in Black (1967)
- Shooting Script (1992)
- Prime Candidate (1996)
- Artist's Proof (1997)

### Nouvelles

#### SérieLieutenant détective Bernie Farber
- Farber Puts in His Papers (2001)
- Farber Loses a Dependant (2002)
- Farber Catches a Falling Star (2002)
- Farber and the Errant Nun (2003)
- Farber Is Clueless (2003)
- Good Neighbor Farber (2004)
- Farber and the Reindeer Killer (2004)
- Farber and the Tuesday Lover (2004)
- Farber and the Vanishing Blonde (2005)

#### Autre nouvelle isolée
- The Bees of Kiliatos (1953)

## Filmographie
- 1962 : La Guerre en dentelles (The Horizontal Lieutenant), film américain réalisé par Richard Thorpe, d'après le roman The Bottlepop Affair, avec Paula Prentiss.
- 1966 : Arabesque, film américain réalisé par Stanley Donen, d’après le roman The Cypher, avec Sophia Loren et Gregory Peck.

## Sources
- Claude Mesplède et Jean-Jacques Schleret, SN Voyage au bout de la noire, Paris, Futuropolis, 1982, p. 91.
- Les Auteurs de la Série Noire, 1945-1995, collection Temps noir, Joseph K., 1996, (avec Claude Mesplède), p. 109.